# Bruchmühlbach-Miesau
Bruchmühlbach-Miesau est une municipalité et chef-lieu de la Verbandsgemeinde Bruchmühlbach-Miesau, dans l'arrondissement de Kaiserslautern, en Rhénanie-Palatinat, dans l'ouest de l'Allemagne.

## Références

Localisation de Bruchmühlbach-Miesau dans la Verbandsgemeide et dans l'arrondissement.